# Gardens of the Night
Gardens of the Night – amerykański film dramatyczny z 2008 roku w reżyserii Damiana Harrisa. Film był prezentowany na 58. Międzynarodowym Festiwalu Filmowym w Berlinie.

## Fabuła
Główną bohaterką filmu jest ośmioletnia Leslie, porwana i przetrzymywana przez dziewięć lat przez szajkę pedofilów. Poddana manipulacji godzi się ze swoim położeniem wierząc, że została porzucona przez rodziców. Jednocześnie zaprzyjaźnia się z więzionym wraz z nią rówieśnikiem Donnym. Gdy dorastają, oboje zostają wyrzuceni na ulicę, gdzie usiłują przetrwać trudniąc się prostytucją i kradzieżą.

## Obsada
- Gillian Jacobs – Leslie (17 lat)
- John Malkovich – Michael
- Ryan Simpkins – Leslie (8 lat)
- Tom Arnold – Alex
- Kevin Zegers – Frank
- Evan Ross – Donnie (17 lat)
- Jermaine Scooter Smith – Donnie (8 lat)
- Harold Perrineau – Orlando
- Jeremy Sisto – Jimmy